# 佐藤允
佐藤 允（、1934年〈昭和9年〉3月18日 - 2012年〈平成24年〉12月6日）は、日本の俳優。身長173 cm、体重71 kg。
佐賀県神埼郡神埼町（現：神埼市）出身。日本大学第三高等学校卒業。息子は映画監督の佐藤闘介。

## 来歴・人物

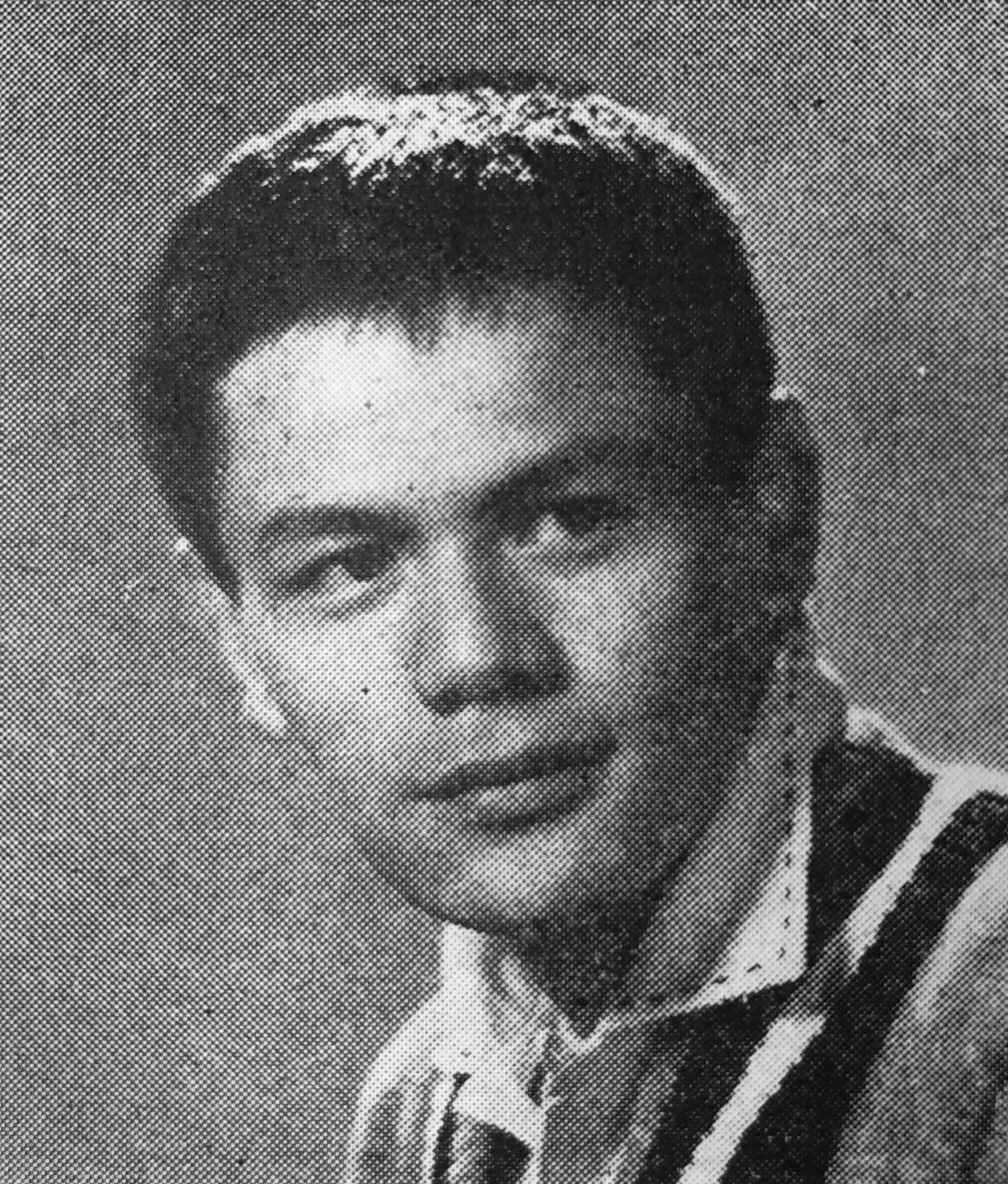
1961年頃

4歳の頃に父が戦死し、教員の母の手一つで育てられた。なお佐藤の父親は生前、陸軍の久留米連隊に所属しており、後年に役者として軍人を演じる際は幼少期に見た父親の立ち居振る舞いが大いに影響されているとのこと。
高校卒業後、1953年に俳優座養成所に第4期生として入団。同期には宇津井健・佐藤慶・仲代達矢・中谷一郎らがいる。なお、佐藤、仲代、中谷の3人は、後年に岡本喜八の「喜八一家（ファミリー）」の一員と見なされた。
劇団のユニット出演で『坊っちゃん』や『思春の泉』に佐藤 充名義で出演した後、映画監督の谷口千吉からプロデューサーの藤本真澄を紹介されて、1956年に東宝へ入社。同年に『不良少年』で映画デビューする。紹介した谷口の「人相が悪い」との言葉通り、日本人離れしたアクの強い風貌ゆえに入社間もない頃は凶悪犯やチンピラなどの悪役での出演が続いた。
1958年、『俺にまかせろ』で初主演。
1959年、『独立愚連隊』に主演して一躍脚光を浴び、会社からは佐藤・夏木陽介・瀬木俊一の3人組で「スリーガイズ」として売り出されたが、瀬木が間もなく引退したため、自然消滅した。以後、夏木と、新しく入社してきた加山雄三とのトリオでの出演が増加する。二枚目だった夏木と加山は当時ライバル同士であり、二人が争う時は自称三枚目の佐藤がいつも宥めていたという。佐藤本人は後述する岡本喜八監督による独立愚連隊シリーズのような戦時中の兵隊の役が自分に一番合っていたと述懐している。なお初の陸軍軍人役は前述した1959年の『独立愚連隊』で、初の海軍軍人役は1960年の『ハワイ・ミッドウェイ大海空戦 太平洋の嵐』である。
1963年の『太平洋の翼』では三四三航空隊の司令だった源田実に直接面会して操縦方法や知識を教わって役作りに活かしたが、後に佐藤は1968年の『連合艦隊司令長官 山本五十六』にて源田を演じている。
1966年の『ゼロ・ファイター 大空戦』では特撮担当だった円谷英二と一緒に仕事をするも、役者相手に演技指導までする円谷に「本編の監督でもないのに……」と納得が行かなかったが、円谷の飛行機好きを知ってようやく納得できたそうである。
東宝退社後、1970年代は千葉真一主演作品の助演や、1972年のサントリー・ビールや紳士服の一色のCMにも出演。岡本とは仲違いがあり、1967年を最後に出演が絶えていた。1978年のキネマ旬報誌インタビュー「にっぽん個性派時代」で、ファンのためにもぜひ仲直りを、と勧められて前向きなところも見せた。その後、岡本の遺作となった『助太刀屋助六』に友情出演し、息子の佐藤闘介が同作にスタッフとして参加するなど、和解は実現している。
1980年には『二百三高地』にて徴兵のために釈放されたヤクザの牛若寅太郎役で出演。極寒の地、大連（通称：203高地）で上半身裸で敵兵に刺青を見せつけながら黒田節を謡い、ウォッカを呑み干すシーンを好演する。
若い頃はリチャード・ウィドマークに似ているとされ、「和製ウィドマーク」と言われたが、中年になった1970年代頃からはチャールズ・ブロンソンに似ていると言われ始め、「和製ブロンソン」と形容される。なおブロンソンを起用したマンダムのCMを撮った大林宣彦からも東宝撮影所で会った際に似ていると言われたとのこと。また1970年代当時、プロ野球は阪急ブレーブスファンで、その関係から週刊ベースボール1972年8月14日号の「ファン対談」の企画で当時の阪急所属選手の福本豊と対談している。
2008年発売のVシネマ『哀憑歌〜GUN-KYU〜』を最後に俳優業を引退し、その後はトークイベントなどに出演していた。
2012年2月14日に川崎市内の自宅近くで転倒し外傷性クモ膜下出血と診断され入院、同年12月6日、急性肺炎のため死去した。78歳没。

## 出演作品

### 映画
- 坊っちゃん（1953年） - 生徒
- 健児の塔（1953年） - 喜屋武
- 思春の泉（1953年） - 村の若い衆
- 勲章（1954年）
- 不良少年（1956年） - 一郎
- 日蝕の夏（1956年） - 武田
- 大安吉日（1957年） - 有紀の書生
- 嵐の中の男（1957年） - 松下五郎
- 三十六人の乗客（1957年） - 近藤
- 月と接吻（1957年） - 男優

『独立愚連隊』（1959年）

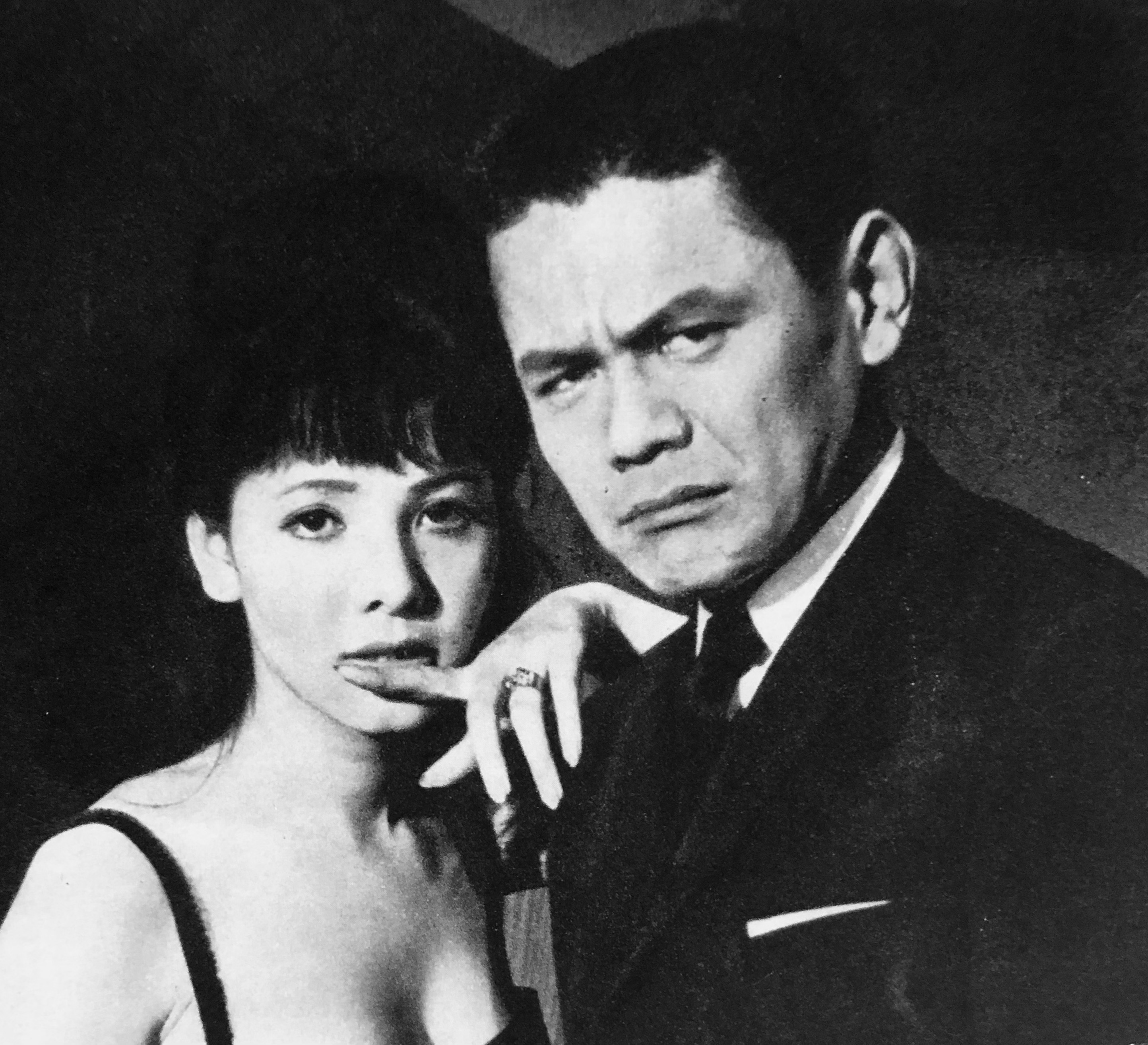
『暗黒街全滅作戦』（1965年）

- 最後の脱走（1957年） - とみ子を襲う八路兵
- 東北の神武たち（1957年） - 熊んばちズンム
- 脱獄囚（1957年） - 山下亮介
- 遙かなる男（1957年） - 黒田
- 結婚のすべて（1958年） - ケンカをしているアベックの男
- 俺にまかせろ（1958年） - 栗原英一部長刑事
- 美女と液体人間（1958年） - 内田[出典 2]
- 若い獣（1958年） - 森山新吾
- 奴が殺人者だ（1958年） - 直さんこと石原
- 青春白書 大人には分からない（1958年） - 園田次郎
- 密告者は誰か（1958年） - 刑事
- 若旦那は三代目（1958年） - 正
- 隠し砦の三悪人（1958年） - 火祭の村人
- 暗黒街シリーズ
  - 暗黒街の顔役（1959年） - 五郎
  - 暗黒街の対決（1960年) - 弥太（小塚組）
  - 暗黒街の弾痕（1961年） - 須藤健
  - 暗黒街撃滅命令（1961年） - 由利浩
  - 暗黒街の牙（1962年） - 津田武志
  - 暗黒街全滅作戦（1965年） - 兵堂五郎
- 手錠をかけろ（1959年） - 進藤三郎
- 野獣死すべし（1959年） - 三田
- 大学の28人衆（1959年） - 石川松吉
- 檻の中の野郎たち（1959年）
- 愚連隊シリーズ
  - 独立愚連隊（1959年） - 荒木従軍記者
  - 独立愚連隊西へ（1960年） - 戸川軍曹
  - どぶ鼠作戦（1962年） - 白虎
  - やま猫作戦（1962年） - 一色中尉
  - のら犬作戦（1963年） - 雪旭斉勝々
  - 蟻地獄作戦（1964年） - 栗山軍曹
- 爆笑水戸黄門漫遊記（1959年） - 佐々木助三郎
- 侍とお姐ちゃん（1960年） - 加藤清
- 現代サラリーマン 恋愛武士道（1960年） - 川島茂夫
- 僕は独身社員（1960年） - 関友一郎
- ハワイ・ミッドウェイ大海空戦 太平洋の嵐（1960年） - 松浦中尉[8]
- お姐ちゃんに任しとキ!（1960年） - 八田利也
- 大学の山賊たち（1960年） - 胃袋
- 大空の野郎ども（1960年） - 磯部
- 情無用の罠（1961年） - 二宮三郎
- 青い夜霧の挑戦状（1961年） - 田代
- 東から来た男（1961年） - 上杉
- 守屋浩の三度笠シリーズ
  - 守屋浩の三度笠シリーズ 泣きとうござんす（1961年） - 寺恩右衛門
  - 守屋浩の三度笠シリーズ 有難や三度笠（1961年） - 清水の長五郎
- 紅の海（1961年） - 高梨松雄
- 真紅の男（1961年） - 勝田隆
- 野盗風の中を走る（1961年） - はやての弥藤太
- 紅の空（1962年） - 木賊大助
- 吼えろ脱獄囚（1962年） - 大木竜介
- 忠臣蔵 花の巻・雪の巻（1962年） - 不破数右衛門
- 太平洋の翼（1963年） - 矢野大尉[8][2]
- 戦国野郎（1963年） - 木下藤吉郎
- 写真記者物語 瞬間に命を賭けろ（1963年） - ヘリコプター操縦士
- 青島要塞爆撃命令（1963年） - 真木中尉[1]
- 独立機関銃隊未だ射撃中（1963年） - 渡辺子之次上等兵
- 国際秘密警察シリーズ
  - 国際秘密警察 指令第8号（1963年） - 江崎夏雄
  - 国際秘密警察 火薬の樽（1964年） - 柳生警部
  - 国際秘密警察 絶体絶命（1967年） - ケン・ハヤタ
- 大盗賊（1963年） - 揚番
- 士魂魔道 大龍巻（1964年） - 草薙修理
- 今日もわれ大空にあり（1964年） - 三上一尉
- 血とダイヤモンド（1964年） - 小柴
- こゝから始まる（1965年） - 北村三次郎
- 風来忍法帖（1965年） - 陣虚兵衛
- 太平洋奇跡の作戦 キスカ（1965年） - 天野少佐[8]
- 戦場にながれる歌（1965年） - 将校
- 血と砂（1965年） - 犬山一等兵
- 暗黒街全滅作戦（1965年）
- 暴れ豪右衛門（1966年） - 弥藤太[9]
- 奇巌城の冒険（1966年） - ゴルジャカ[1]
- ゼロ・ファイター 大空戦（1966年） - 加賀谷飛曹長[9]
- 怒涛一万浬（1966年） - 青木
- 沈丁花（1966年、東宝) - 五郎
- これが青春だ!（1966年） - 大田高陣之内部長
- 続・何処へ（1967年） - 西郷松男
- 東宝8.15シリーズ
  - 日本のいちばん長い日（1967年） - 古賀秀正少佐
  - 連合艦隊司令長官 山本五十六（1968年） - 源田航空参謀[8][9]
  - 日本海大海戦（1969年） - 安保清種海軍少佐・三笠砲術長[10][注釈 1]
- 100発100中 黄金の眼（1968年） - 手塚竜太
- みな殺しの霊歌（1968年） - 川島正
- 風来忍法帖 八方破れ（1968年） - 陣虚兵衛
- 闇を裂く一発（1968年） - 手塚亘
- 街に泉があった（1968年） - 矢野順一
- 座頭市喧嘩太鼓（1968年） - 柏崎弥三郎
- 愛のきずな（1969年） - 平井健次
- 殺すまで追え 新宿25時（1969年）- 大滝
- おんな刺客卍（1969年） - 九十九仁蔵
- 前科 ドス嵐（1969年） - 唐島圭介
- 女賭博師丁半旅（1969年） - 小出鉄五郎
- あゝ陸軍隼戦闘隊（1969年） - 加藤建夫
- 女組長（1970年） - 辰造
- 殺し屋人別帳（1970年） - 鉄
- 任侠興亡史 組長と代貸（1970年） - 清水義男
- 富士山頂（1970年） - 辰吉
- 監獄人別帳（1970年） - 吉岡誠吉
- 怪談昇り竜（英語版）（1970年） - 谷正一
- 新宿の与太者（1970年） - 北見秀男
- 流血の抗争（1971年） - 吉永博
- 狼やくざ 殺しは俺がやる（1972年） - 江口純
- 喜劇 誘惑旅行（1972年） - 三宅
- 宮本武蔵（1973年） - 吉岡伝七郎
- 非情学園ワル 教師狩り（1973年） - 島建作
- 人間革命（1973年） - 激痛の病いに七転八倒する男
- 地獄拳シリーズ - 隼猛
  - 直撃! 地獄拳（1974年）
  - 直撃地獄拳 大逆転（1974年）
- 少林寺拳法（1975年） - 大滝憲太郎
- 青い性（1975年） - 神野明
- トラック野郎 御意見無用（1975年） - 竜崎勝（関門のドラゴン）
- 新宿酔いどれ番地 人斬り鉄（1977年） - 藤原安夫
- ビューティ・ペア 真赤な青春（1977年） - 滝川有造
- 宇宙からのメッセージ（1978年） - ウロッコ
- 沖縄10年戦争（1978年） - 伊波朝市
- 二百三高地（1980年） - 牛若寅太郎
- 幸福号出帆（1980年） - 船長
- 忍者武芸帖 百地三太夫（1980年） - 鶉火の弥藤次
- 炎のごとく（1981年） - 近藤勇
- 連合艦隊（1981年） - 工藤飛曹長[8][9]
- セーラー服と機関銃（1981年） - 関根組長
- 転校生（1982年） - 斉藤明夫
- 大日本帝国（1982年） - 桐山軍曹
- 天城越え（1983年） - 江藤署長
- 彩り河（1984年） - 立石恭輔
- 零戦燃ゆ（1984年） - 軍医
- さびしんぼう（1985年） - 岡本校長
- 台風クラブ（1985年） - 英夫
- 姉妹坂（1985年） - 喜多沢守男
- 野ゆき山ゆき海べゆき（1986年） - 女衒の清六
- 潤の街（1989年） - チョンテ
- 彼女が水着に着替えたら（1989年） - 謎の中国人ボス
- 曖・昧・Me（1991年） - 阿久津要
- 激走トラッカー伝説（1991年） - 鈴木刑事
- 勝利者たち（1992年） - 堀田武一
- 人間の翼 最後のキャッチボール（1996年） - 石丸金三
- 汝殺すなかれ（1996年） - 板田
- シークレットワルツ（1996年） - 大和
- うなぎ（1997年） - 高田重吉
- ピエタ（1997年） - 平沢
- 時雨の記（1998年） - 沼田
- ショムニ（1998年） - 津田勝一社長
- 死国（1999年） - 仙頭直郎
- はつ恋（2000年） - 白川雪松
- 助太刀屋助六（2002年） - カタキ
- ぷりてぃ・ウーマン（2003年） - 生駒勇次郎
- のんきな姉さん（2004年） - 藪小路
- ほたるの星（2004年） - 棚田の安蔵
- ヒナゴン（2005年） - 荒川さん
- ひだるか（2006年）

### テレビドラマ
- 遊撃戦（1966年、NTV / 東宝）
- 東京コンバット（1968年 - 1969年、CX / 東宝）
- Oh!それ見よ（1969年、TBS / 国際放映）
- 青春太閤記 いまにみておれ!（1970年、NTV / 歌舞伎座テレビ室） - 織田信長
- プレイガール（12ch / 東映）
  - 第92話「女は裸でグァム島航路」（1971年） - 黒木
  - 第100話「夢のグァム殺人事件」（1971年） - 崇夫
  - 第103話「いじめて愛して」（1971年） - 一郎・哲(二役)
- 銭形平次（CX / 東映）
  - 第254話「虎の穴」（1971年） - 的場陣内
  - 第290話「死者の証言」（1971年） - 乙松
  - 第684話「海鳴りは父の声」（1979年） - 源太
- キイハンター 第170話「早射ち拳銃王はげ鷹登場」（1971年、東映 / TBS） - マリオ
- ターゲットメン 第2話「帰って来た大海賊」（1971年、NET / 東映）
- 大河ドラマ（NHK）
  - 新・平家物語（1972年） - 弁慶
  - 元禄繚乱（1999年） - 鶴見内蔵助
- 木枯らし紋次郎 第7話「六地蔵の影を斬る」（1972年、CX / C.A.L） - 金蔵
- 紫頭巾事件帖 第18話「追跡!!三千万両の謎」（1972年、12ch / 松竹） - さすらいの吉
- 非情のライセンス 第1シリーズ 第12話「兇悪の空」（1973年、NET / 東映） - 桐正人
- 水滸伝（1973年 - 1974年、NTV / 国際放映） - 楊志
- 狼・無頼控（1973年 - 1974年、MBS / 映像京都 / 大映テレビ） - 九鬼大紋
- 赤い迷路（1974年 - 1975年、TBS / 大映テレビ） - 柳田勇作
- 水戸黄門（TBS / C.A.L）
  - 第5部 第21話「幽霊船の怪 -下関-」（1974年8月26日） - 月心
  - 第11部 第12話「瞼の父は用心棒-宮古-」（1980年11月3日） - 速水弦之助
- 大岡越前（TBS / C.A.L）
  - 第4部 - 戸賀崎新兵衛
    - 第2話「仕掛けられた罠」（1974年10月14日）
    - 第6話「黒い影」（1974年11月11日）

  - 第7部 第23話「闇に閃く恐怖の邪険」（1983年9月26日） - 板倉銑十郎
  - 第15部 第7話「賄賂に揺れた老同心」（1998年10月12日） - 粟津佐兵衛
- 夜明けの刑事（1976年 - 1977年、TBS / 大映テレビ） - 柴田課長
- 透明ドリちゃん（1978年、ANB / 東映） - 青山竜夫
- 太陽にほえろ! 第352話「ボン・絶体絶命」（1979年、NTV / 東宝） - 大沢慶一郎
- ゆうひが丘の総理大臣 第36話「やさしさって何ですか?」（1979年、NTV / ユニオン映画） - 遊覧船の船長
- 熱中時代・刑事編（1979年、NTV / ユニオン映画） - 早野軍二
- 半七捕物帳 第26話「歩兵の髪切り」（1979年、ANB / 歌舞伎座テレビ）
- 吉宗評判記 暴れん坊将軍 第128話「あわれ、忍びの恋」（1980年、ANB / 東映） - 室田半左衛門
- 西部警察 第60話「男の子守唄」（1980年、ANB / 石原プロ） - 植松常吉
- ただいま放課後（1980年 - 1981年、CX / 東宝） - 岡島豪太
- 陽気な逃亡（1980年、CX） - 朝比奈輝三
- 影の軍団III 第10話「死を呼ぶ子守唄」（1982年、KTV / 東映）
- 大江戸捜査網（TX / ユニオン映画）
  - 第539話「女郎花流転・禁断の白い罠」（1982年） - 文造
  - 第633話「涙の再会! 素浪人はぐれ唄」（1984年） - 海堂佐兵衛
- 沖田総司 華麗なる暗殺者（1982年、フジテレビ） - 桂小五郎 役
- 裸の大将放浪記 第11話「別れが悲しかったので」（1983年、CX） - 上月猛
- 火曜サスペンス劇場（NTV）
  - 可愛い悪魔（1982年、円谷プロ） - 刑事
  - 麗猫伝説（1983年、円谷プロ） - マカロニ監督
  - 家族の選択（1983年、三船プロ） - 小岩慎二
  - 真夜中の向こう側（1984年）
- 連続アクチュアルドラマ部長刑事（1984年 - 1990年、ABC） - 鍋島部長刑事
- 西部警察 PART-III 第40話「激闘!! 炎の瀬戸内海 -岡山・高松篇-」（1984年、ANB / 石原プロ） - 栗原警部補
- 松本清張の黒い画集・紐 （1985年、CX / 大映テレビ）
- 誇りの報酬 第34話「会津スクランブル」（1986年、NTV / 東宝） - 会津若松署・松尾仁刑事
- 三匹が斬る! 第9話「十手旅、義賊が吹いたシャボン玉」（1987年、ANB / 東映） - 鬼の弥吉
- 教師びんびん物語（1988年、CX / 東宝） - 仲山校長
- 名奉行 遠山の金さん 第3シリーズ 第23話「女房に誓った鬼十手」（1991年、ANB / 東映） - 政五郎
- 新宿鮫 毒猿（BS2、1997年） - 葉
- 恋愛偏差値 第二章「Party」（2002年、CX / 共同テレビ）

### オリジナルビデオ
- ドトウの笹口組（1995年） - 中村
- 組織暴力 流血の抗争（1999年） - 秋庭庄之助
- 哀憑歌〜GUN-KYU〜（2008年）

### 劇場アニメ
- もののけ姫 (1997年) - タタリ神[11]

### バラエティ
- 土曜イレブン（1973年） - 司会担当

### CM
- サントリー ビール
- ヤクルト ヤクルト野菜ジュース
- 紳士服の一色
- 日産 チェリー
- 東洋水産 めん美人
- サントリーBOSS

## 関連書籍
- 「その男、佐藤允」佐藤闘介（河出書房新社）2020年7月 ISBN 978-4309028989